# Hatting
 For alternative betydninger, se Hatting (flertydig). (Se også artikler, som begynder med Hatting)
Hatting er en by i Østjylland med 1.929 indbyggere  (2024), beliggende 6 km V for Horsens. Byen ligger i Horsens Kommune og hører til Region Midtjylland.
Hatting ligger i Hatting Sogn. Hatting Kirke ligger på en lille høj midt i byen. Kirken er meget enkelt udsmykket med lyst interiør.

## Hatting Bageri
Hatting Bageri blev grundlagt i 1947. Bageriet udviklede sig fra at bage bl.a. tvebakker og lagkagebunde til at blive en stor brødproducent. I 1980 begyndte fabrikken at bage brød, der fryses ned straks efter bagningen for at holde sig frisk. Varemærket Hatting bruges stadig, men virksomheden hedder nu Lantmännen Unibake Danmark. Lantmännen Unibake driver virksomhed i 16 lande og har 4000 medarbejdere, heraf 640 i Danmark. Den er en del af den svenske kooperative koncern Lantmännen.

## Historie
Hatting var hovedby i Hatting Herred i Vejle Amt.

### Kirken
Hatting Kirke er bygget af ejeren af Bygholm Gods, etatsråd Lars de Thygeson og hustru Abel Maria Lichtenberg. Kirken blev bygget 1786 og indviet 1787. Tårnet er meget ældre og stammer fra 1400-tallet.

### Hattinghuset
Hattinghuset, et bindingsværkshus fra ca. 1770, blev i 1995 flyttet fra Hatting til Hjortsvang Museum.

### Jernbanen
Hatting havde indtil 1971 station på Fredericia-Skanderborg-Aarhus Jernbane, der blev indviet i 1868.
I 1879 beskrives byen således: "Hatting med Kirke, Skole, Præstegaard og Veirmølle".
I 1904 blev byen beskrevet således: "Hatting med Kirke, Præstegd., Skole og Forskole, Forsamlingshus (opf. 1885), Fattiggd. for H.-Thorsted Komm. (opr. 1894, Pl. for 30 Lemmer, med Alderdomsasyl), Mølle, Andelsmejeri og Jærnbanehpl."